# Zwartborstcotinga
De zwartborstcotinga (Pipreola lubomirskii) is een zangvogel uit de familie Cotingidae (cotinga's). Deze vogel is genoemd naar de Poolse concholoog Wladyslaw Emanuel Lubomirski (1824-1882).

## Verspreiding en leefgebied
Deze soort komt voor van zuidelijk Colombia tot noordwestelijk Peru.

## Status
De grootte van de populatie is niet gekwantificeerd maar de soort wordt omschreven als schaars. Op de Rode lijst van de IUCN heeft deze soort de status niet bedreigd.